# Alabama (Band)
Alabama ist eine US-amerikanische Country-Band. Mit 41 Nummer-eins-Hits und mehr als 46 Millionen verkauften Tonträgern alleine in den USA ist sie dort eine der erfolgreichsten Bands.

## Geschichte

### Anfänge
Die auf benachbarten Farmen im ländlichen Alabama aufgewachsenen Cousins Randy Owen und Teddy Gentry musizierten bereits seit frühester Kindheit zusammen. Später gingen sie eine Zeitlang getrennte Wege und schlossen sich unterschiedlichen Bands an. Auf der Highschool trafen sie auf einen weiteren Cousin, Jeff Cook, der ebenfalls bereits erste musikalische Erfahrungen gesammelt hatte, mehrere Instrumente beherrschte und außerdem als Diskjockey arbeitete.
1969 schloss man sich zur Band Young Country zusammen. Bei einem ihrer ersten Auftritte gewann das Trio einen Talentwettbewerb. Randy und Jeff studierten anschließend, und Teddy wurde Geschäftsführer einer Teppichhandlung. Die musikalischen Aktivitäten traten in jenen Jahren in den Hintergrund. Erst nach Abschluss ihres Studiums konnte man sich wieder verstärkt um eine Musikkarriere bemühen.

### Erste Schritte
1972 benannte sich die Gruppe in Wildcountry um. Gleichzeitig wurde mit Bennet Vartanian erstmals ein Schlagzeuger angeheuert. Er sprang bald wieder ab, und auch seine Nachfolger hielten nicht lange durch. Erst 1974 wurde mit Rick Scott ein Schlagzeuger gefunden, der einige Jahre bei der Band blieb.
1977 nannte man sich in Alabama um. Im gleichen Jahr wurde beim GRT-Label ein Schallplattenvertrag abgeschlossen. Die erste Single, I Wanna Be with You Tonight, schaffte es knapp in die Country-Top-100. Kurz darauf ging die Plattenfirma in Konkurs. Alabama war aber vertraglich an das Label gebunden. Es dauerte zwei Jahre, bis die vier Musiker genügend Geld zusammen hatten, um sich aus dem Vertrag herauszukaufen. Erneut gab der Schlagzeuger auf. Rick Scott wurde durch den aus Massachusetts stammenden Mark Herndon ersetzt, der Rock-Einflüsse in die Band einbrachte und damit wichtige Beiträge zu einem neuen, erfolgversprechenden Sound leistete.

### Karriere
Mit eigenem Geld wurde 1979 ein Album und die Single I Wanna Come Over produziert. Das unabhängige MDJ-Label übernahm den Vertrieb. Die Single rückte auf Platz 33 der Country-Charts vor. Ein Jahr später schaffte es My Home’s in Alabama in die Top-20. RCA wurde durch diese Erfolge auf Alabama aufmerksam und nahm sie 1980 unter Vertrag.
Damit begann eine in der Geschichte der Country-Musik einmalige Serie von 21 aufeinanderfolgenden Nummer-1-Hits. Zahlreiche Titel konnten sich zudem in den Popcharts platzieren. Den Anfang machte 1980 die Single Tennessee River. Noch im gleichen Jahr folgte Why Lady Why und 1981 Old Flame, Feels So Right und Love in the First Degree. Die nur von einer außer der Reihe veröffentlichten Weihnachtssingle unterbrochene Folge von Top-Hits dauerte an bis 1987 und wurde in den neunziger Jahren fortgesetzt. Viele der Songs wurden von den Gruppenmitgliedern selbst geschrieben. Neben den Singles waren auch die Alben erfolgreich. Praktisch jede Veröffentlichung erreichte Gold- oder Platinstatus. In diesen Jahren wurde die Band mit vielen Auszeichnungen bedacht. So gewann man drei Mal hintereinander den begehrten CMA Award Entertainer of the Year. Noch häufiger wurde die Band zur Group of the Year (sowohl Instrumental als auch Gesang) gekürt.
Die hohen Chart-Platzierungen konnten ab Mitte der neunziger Jahre nicht mehr erreicht werden, obwohl der Band noch etliche Top-10-Erfolge gelangen. Dafür erreichten die Alben teilweise hohe Verkaufszahlen. Vor allem Sampler wie Greatest Hits, Superhits oder For the Record - 41 Number-1-Hits waren sehr erfolgreich. Insgesamt wurden 41 Nummer-1-Hits erzielt und über 46 Millionen Tonträger verkauft. Am 16. Oktober 2003 nahm Alabama im Rahmen ihrer American Farewell Tour Abschied von der Konzertbühne, kündigte aber für das Jahr 2013 eine Tournee zum 40-jährigen Bühnenjubiläum an. Bereits 2008 hatte sich die Band während eines Rechtsstreits vom Schlagzeuger Mark Herndon getrennt. Im selben Jahr war für die Band in Fort Payne (Alabama) ein Denkmal errichtet worden. Es zeigt die vier Musiker als lebensgroße Bronzefiguren vor dem Union Park an der Ecke Gault Avenue / 4th Street North.

## Diskografie
Studioalben

| Jahr | Titel                                     | Höchstplatzierung, Gesamtwochen, AuszeichnungChartplatzierungen (Jahr, Titel, Platzierungen, Wochen, Auszeichnungen, Anmerkungen) | Höchstplatzierung, Gesamtwochen, AuszeichnungChartplatzierungen (Jahr, Titel, Platzierungen, Wochen, Auszeichnungen, Anmerkungen) | Höchstplatzierung, Gesamtwochen, AuszeichnungChartplatzierungen (Jahr, Titel, Platzierungen, Wochen, Auszeichnungen, Anmerkungen) | Anmerkungen                                                                         |
| Jahr | Titel                                     | UK | US | Country | Anmerkungen                                                                         |
| ---- | ----------------------------------------- | --- | --- | --- | ----------------------------------------------------------------------------------- |
| 1976 | Wildcountry                               | — | — | — | Erstveröffentlichung: 1976                                                          |
| 1977 | Deuces Wild                               | — | — | — | Erstveröffentlichung: 1977                                                          |
| 1979 | Alabama Band No. 3                        | — | — | — | Erstveröffentlichung: 1979                                                          |
| 1980 | My Home’s in Alabama                      | — | US71 ×2Doppelplatin · (21 Wo.)US                                                                                                  | Country3 (214 Wo.)Country | Erstveröffentlichung: Mai 1980                                                      |
| 1981 | Feels So Right                            | — | US16 ×4Vierfachplatin · (161 Wo.)US                                                                                               | Country1 (174 Wo.)Country | Erstveröffentlichung: Februar 1981 28 Wochen auf Platz 1 in den Country-Charts      |
| 1982 | Mountain Music                            | — | US14 ×5Fünffachplatin · (114 Wo.)US                                                                                               | Country1 (269 Wo.)Country | Erstveröffentlichung: Februar 1982 28 Wochen auf Platz 1 in den Country-Charts      |
| 1983 | The Closer You Get                        | — | US10 ×4Vierfachplatin · (70 Wo.)US                                                                                                | Country1 (206 Wo.)Country | Erstveröffentlichung: März 1983 21 Wochen auf Platz 1 in den Country-Charts         |
| 1984 | Roll On                                   | — | US21 ×4Vierfachplatin · (62 Wo.)US                                                                                                | Country1 (194 Wo.)Country | Erstveröffentlichung: Januar 1984 13 Wochen auf Platz 1 in den Country-Charts       |
| 1985 | 40 Hour Week                              | — | US28 ×2Doppelplatin · (40 Wo.)US                                                                                                  | Country1 (104 Wo.)Country | Erstveröffentlichung: Januar 1985 14 Wochen auf Platz 1 in den Country-Charts       |
| 1985 | Alabama Christmas                         | — | US75 ×2Doppelplatin · (12 Wo.)US                                                                                                  | Country8 (23 Wo.)Country | Erstveröffentlichung: September 1985                                                |
| 1986 | The Touch                                 | — | US42 Platin · (30 Wo.)US | Country1 (81 Wo.)Country | Erstveröffentlichung: September 1986 10 Wochen auf Platz 1 in den Country-Charts    |
| 1987 | Just Us                                   | — | US55 Platin · (28 Wo.)US | Country1 (60 Wo.)Country | Erstveröffentlichung: September 1987 eine Woche auf Platz 1 in den Country-Charts   |
| 1989 | Southern Star                             | — | US62 Platin · (21 Wo.)US | Country1 (78 Wo.)Country | Erstveröffentlichung: Februar 1989 3 Wochen auf Platz 1 in den Country-Charts       |
| 1990 | Pass It On Down                           | — | US57 Platin · (41 Wo.)US | Country3 (115 Wo.)Country | Erstveröffentlichung: 21. Mai 1990                                                  |
| 1992 | American Pride                            | — | US46 Platin · (51 Wo.)US | Country11 (80 Wo.)Country | Erstveröffentlichung: 11. August 1992                                               |
| 1993 | Cheap Seats                               | — | US76 Platin · (38 Wo.)US | Country16 (69 Wo.)Country | Erstveröffentlichung: 12. Oktober 1993                                              |
| 1995 | In Pictures                               | — | US100 Platin · (21 Wo.)US | Country12 (57 Wo.)Country | Erstveröffentlichung: 15. August 1995                                               |
| 1996 | Christmas Vol. II                         | — | US117 Gold · (6 Wo.)US | Country18 (10 Wo.)Country | Erstveröffentlichung: 17. September 1996                                            |
| 1997 | Dancin’ on the Boulevard                  | — | US55 Platin · (26 Wo.)US | Country5 (58 Wo.)Country | Erstveröffentlichung: 8. April 1997                                                 |
| 1999 | Twentieth Century                         | — | US51 Gold · (10 Wo.)US | Country5 (36 Wo.)Country | Erstveröffentlichung: 15. Juni 1999                                                 |
| 2001 | When It All Goes South                    | — | US37 (8 Wo.)US | Country4 (28 Wo.)Country | Erstveröffentlichung: 9. Januar 2001                                                |
| 2006 | Songs of Inspiration                      | — | US15 (7 Wo.)US | Country1 (29 Wo.)Country | Erstveröffentlichung: 24. Oktober 2006 eine Woche auf Platz 1 in den Country-Charts |
| 2007 | Songs of Inspiration II                   | — | US33 (1 Wo.)US | Country3 (7 Wo.)Country | Erstveröffentlichung: 27. März 2007                                                 |
| 2014 | Angels Among Us: Hymns & Gospel Favorites | — | US33 (10 Wo.)US | Country6 (47 Wo.)Country | Erstveröffentlichung: 8. September 2014                                             |
| 2015 | Southern Drawl                            | — | US14 (6 Wo.)US | Country2 (18 Wo.)Country | Erstveröffentlichung: 18. September 2015                                            |
| 2017 | American Christmas                        | — | — | — | Erstveröffentlichung: 6. Oktober 2017                                               |

## Auszeichnungen (Auswahl)
| Jahr | Org.      | Award                                      | Titel                  |
| ---- | --------- | ------------------------------------------ | ---------------------- |
| 1981 | ACM       | Album Of The Year                          | Feels So Right         |
| 1981 | ACM       | Entertainer Of The Year                    |                        |
| 1981 | CMA       | Instrumental Group Of The Year             |                        |
| 1981 | CMA       | Vocal Group Of The Year                    |                        |
| 1982 | ACM       | Entertainer Of The Year                    |                        |
| 1982 | ACM       | Top Vocal Group                            |                        |
| 1982 | CMA       | Entertainer of the Year                    |                        |
| 1982 | CMA       | Instrumental Group Of The Year             |                        |
| 1982 | CMA       | Vocal Group Of The Year                    |                        |
| 1982 | TNN       | Album Of The Year                          |                        |
| 1983 | ACM       | Album Of The Year                          | The Closer You Get     |
| 1983 | ACM       | Entertainer Of The Year                    |                        |
| 1983 | ACM       | Top Vocal Group                            |                        |
| 1983 | CMA       | Album Of The Year                          | The Closer You Get     |
| 1983 | CMA       | Entertainer of the Year                    |                        |
| 1983 | CMA       | Vocal Group Of The Year                    |                        |
| 1983 | Grammy    | Best Country Performance By A Duo Or Group | Mountain Music         |
| 1983 | TNN       | Top Vocal Group                            |                        |
| 1984 | ACM       | Album Of The Year                          | Roll On                |
| 1984 | ACM       | Entertainer Of The Year                    |                        |
| 1984 | ACM       | Top Vocal Group                            |                        |
| 1984 | CMA       | Entertainer of the Year                    |                        |
| 1984 | TNN       | Album Of The Year                          |                        |
| 1985 | ACM       | Entertainer Of The Year                    |                        |
| 1985 | ACM       | Top Vocal Group                            |                        |
| 1985 | Grammy    | Best Country Performance By A Duo Or Group | The Closer You Get ... |
| 1990 | Billboard | Country Group or Duo of the Year           |                        |